# Alysson ratzeburgi
Alysson ratzeburgi är en stekelart som beskrevs av Anders Gustav Dahlbom 1843. Alysson ratzeburgi ingår i släktet Alysson, och familjen Crabronidae. Arten är reproducerande i Sverige.